# Вељки Цетин
Вељки Цетин (слч. Veľký Cetín) насељено је мјесто са административним статусом сеоске општине (слч. obec) у округу Њитра, у Њитранском крају, Словачка Република.

## Становништво
| Година:    | 1994. | 2004.   | 2014.   | 2024.   |
| ---------- | ----- | ------- | ------- | ------- |
| Број људи: | 1740  | 1692    | 1591    | 1607    |
| Разлика:   |       | -2,75 % | -5,96 % | +1,00 % |

| Година:    | 2023. | 2024.   |
| ---------- | ----- | ------- |
| Број људи: | 1610  | 1607    |
| Разлика:   |       | -0,18 % |

Према подацима о броју становника из 2011. године насеље је имало 1.609 становника.